# Ignacio (Colorado)
Ignacio é uma cidade  localizada no estado americano de Colorado, no Condado de La Plata.

## Demografia
Segundo o censo americano de 2000, a sua população era de 669 habitantes.
Em 2006, foi estimada uma população de 630, um decréscimo de 39 (-5.8%).

## Geografia
De acordo com o United States Census Bureau tem uma área de
0,7 km², dos quais 0,7 km² cobertos por terra e 0,0 km² cobertos por água. Ignacio localiza-se a aproximadamente 1967 m acima do nível do mar.

## Localidades na vizinhança
O diagrama seguinte representa as localidades num raio de 56 km ao redor de Ignacio.